# فولاذ كاشط

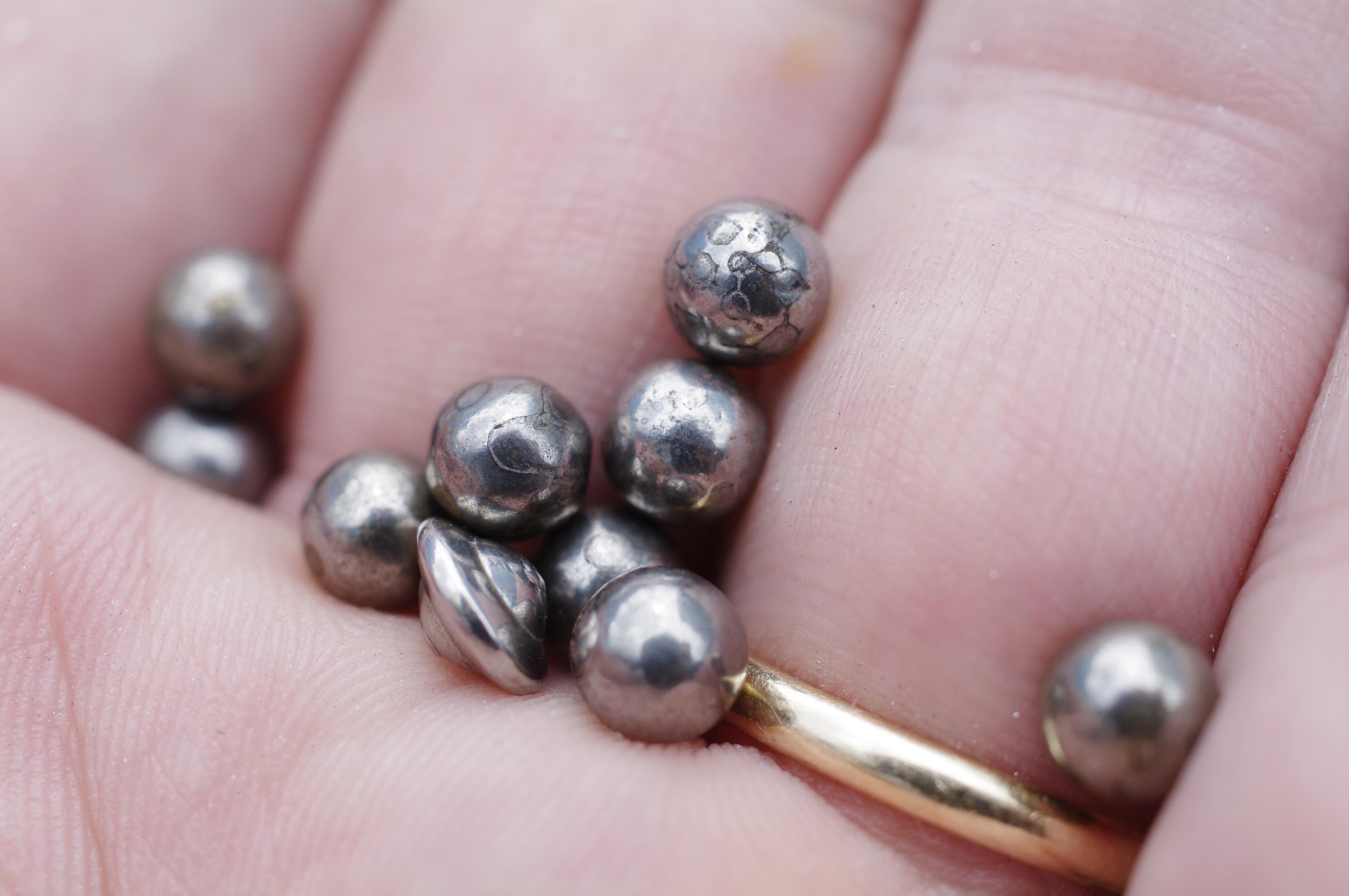
حبيبات فولاذ كاشط

الفولاذ الكاشط هي جزيئات فولاذية تُستخدم للكشط أو صقل. وعادة ما تكون حبيبات كروية مصنوعة من الفولاذ المصهور، المتوفرة بأحجام وصلابة مختلفة. يحصل عليها عن طريق تكسير طلقات الفولاذ، لذلك يكون لها حواف حادة ومكسورة، هي أكثر صلابة من طلقة الفولاذ.